# وزارة الداخلية (ليبيا)
وزارة الداخلية هي وزارة أعيدت هيكلتها بقرار رقم (145) من الحكومة الليبية الانتقالية عام 2012 خلفا للجنة الشعبية العامة للأمن العام.

## نبذة
يرأس هذه الوزارة السيد عماد الطرابلسي رُشِّح للمنصب في 16 أكتوبر من عام 2022، بعدما أصدررئيس وزراء حكومة الوحدة الوطنية (ليبيا)قرارًا بتكليفه بمهام وزير الداخلية في الحكومة.